# Let You Be Right
Let You Be Right è un singolo della cantautrice statunitense Meghan Trainor, pubblicato il 10 maggio 2018 come secondo estratto dal terzo album in studio Treat Myself.

## Tracce
Download digitale
1. Can't Dance – 2:57